# Téléphonie mobile
La téléphonie mobile, ou téléphonie cellulaire est un moyen de télécommunication, plus précisément de radiocommunication, par téléphone mobile. Ce moyen de communication s'est largement répandu à la fin des années 1990. La technologie associée bénéficie des améliorations des composants électroniques, notamment leur miniaturisation, ce qui permet aux téléphones d'acquérir des fonctions jusqu'alors réservées aux ordinateurs.
L'appareil téléphonique en lui-même peut être nommé « mobile », « téléphone portable », « portable » (en France), « téléphone cellulaire » (en Amérique du Nord), « cell » (au Québec dans le langage familier), « natel » (en Suisse), « GSM » (en Belgique et au Luxembourg), « vini » (en Polynésie française). Quand il est doté de fonctions évoluées, c'est un smartphone, ordiphone ou téléphone intelligent.

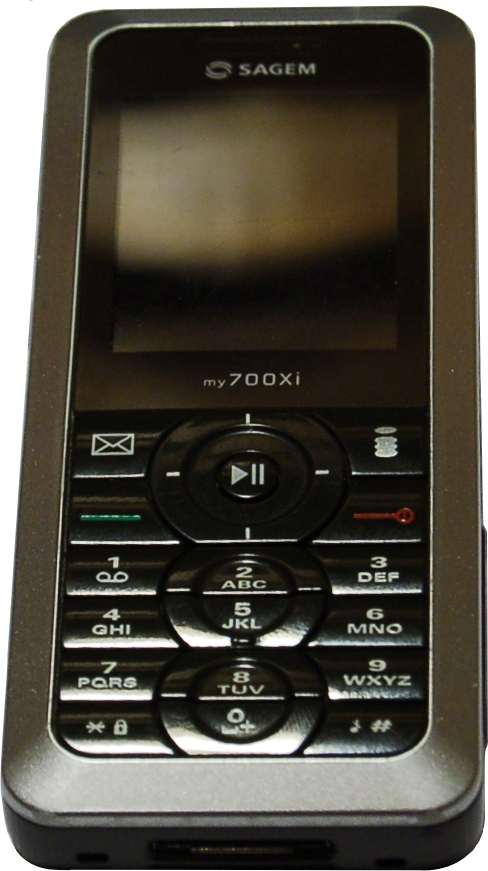
Un téléphone mobile Sagem my700xi sorti en 2007

## Technique

### Le réseau

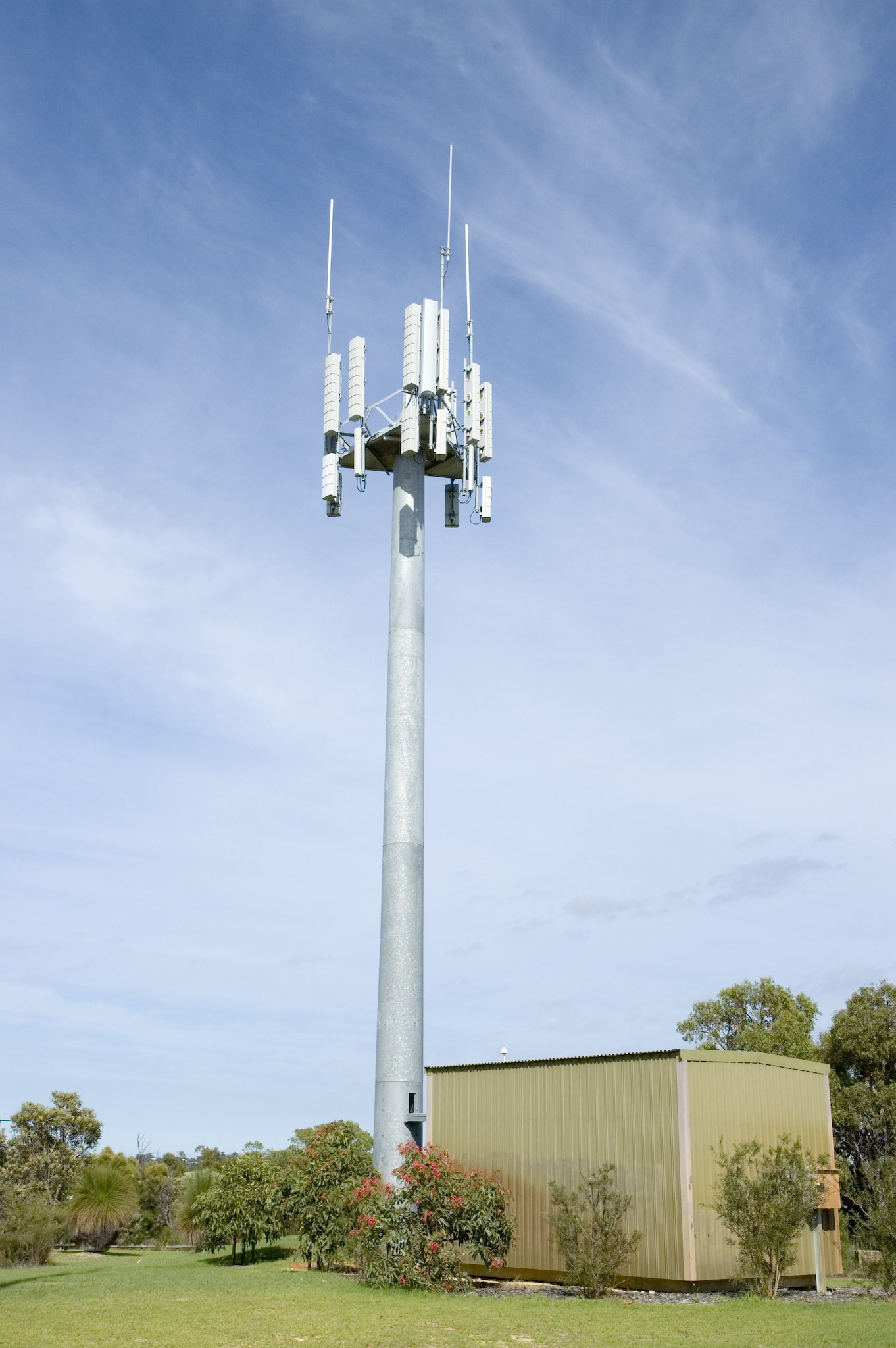
Antenne relais

La téléphonie mobile est fondée sur la radiocommunication, c'est-à-dire la transmission de la voix et de données à l'aide d'ondes radioélectriques (fréquences dans les bandes UHF allant de 700 à 2 600 MHz) entre une station de base qui peut couvrir une zone de plusieurs dizaines de kilomètres de rayon et le téléphone mobile de l'utilisateur.
Les premiers systèmes mobiles fonctionnaient en mode analogique. Les terminaux étaient de taille importante, seulement utilisables dans les automobiles où ils occupaient une partie du coffre et profitaient de l'alimentation électrique du véhicule.
Les systèmes mobiles actuels fonctionnent en mode numérique : la voix, comme les données, est échantillonnée, numérisée et transmise sous forme de bits, puis synthétisée lors de la réception. Les progrès de la microélectronique ont permis de réduire la taille des téléphones mobiles à un format de poche. Les avantages des systèmes numériques sont la baisse du prix des terminaux, un plus grand nombre de services, l'augmentation du nombre d'abonnés et enfin une meilleure qualité de réception de la voix.
Les bases de transmission sont réparties sur le territoire selon un schéma de cellules. En technologie GSM//GPRS (2G), chaque antenne utilise un groupe de fréquences hertziennes différent de ses voisines. Les mêmes fréquences ne sont alors réutilisées qu'à une distance suffisante afin de ne pas créer d'interférences.
Les systèmes mobiles sont standardisés pour être compatibles d'un pays à l'autre et pouvoir s'interconnecter avec les réseaux de téléphonie fixe. Il existe dans le monde deux grandes familles de standards de systèmes mobiles : les standards IS41/CDMA d'origine américaine (normes ANSI-41 / CDMA / CDMA EvDO) définis par l'organisme 3GPP2 et la famille des standards GSM, UMTS et LTE, définis à l'origine en Europe par l'ETSI, puis par le 3GPP qui est la plus répandue.
Pour savoir sur quelle antenne relais diriger un appel entrant, le réseau mobile échange périodiquement avec les téléphones mobiles des informations de localisation sous forme de messages de signalisation.

### Les normes de radiocommunication

#### Normes de réseau
Depuis 1976, les différentes normes utilisées pour la téléphonie mobile sont :
- 1G :
  - Advanced Mobile Phone System (AMPS) : Norme analogique de première génération déployée aux États-Unis à partir de 1976.
  - Nordic Mobile Telephone (NMT) : Norme analogique apparue principalement en Europe au début des années 1980.
  - Radiocom 2000 : Norme analogique de première génération (1G) déployée en France par France Télécom à partir de 1986[2].
- 2G :
  - Global System for Mobile Communications (GSM) : Norme numérique de seconde génération (2G) mise au point par l'ETSI et commercialisée au début des années 1990 sur la gamme de fréquence des 900 MHz. Une variante appelée Digital Communication System (DCS) utilise la gamme des 1 800 MHz. Cette norme est particulièrement utilisée en Europe, en Afrique, au Moyen-Orient et en Asie.
  - Code Division Multiple Access (CDMA) : Norme de seconde génération utilisée principalement en Amérique du Nord et dérivée de la norme ANSI-41, mais dont les brevets appartiennent à la société américaine Qualcomm.
  - General Packet Radio Service (GPRS) : Norme dérivée du GSM permettant un débit de données plus élevé. On le qualifie souvent de 2,5G.
  - Enhanced Data Rates for GSM Evolution (EDGE) : Norme dérivée du GSM permettant un débit de données plus élevé pour un utilisateur stationnaire. On le qualifie souvent de 2,75G car c'est l'évolution du GPRS.
- 3G :
  - CDMA 2000 : Évolution de troisième génération (3G) de la norme CDMA (incompatible avec l'UMTS) principalement déployée en Amérique du Nord.
  - Universal Mobile Telecommunications System (UMTS) ou Wideband Code Division Multiple Access (WCDMA) : Évolution de troisième génération du GSM (incompatible avec le CDMA-2000), soutenue par l'Europe et le Japon mais aussi déployée ailleurs dans le monde, en Afrique, en Chine, au Canada et aux États-Unis notamment.
  - High Speed Downlink Packet Access (HSDPA) : High Speed Downlink Packet Access, évolution du 3G, appelé 3G+ ou encore 3,5G, pouvant atteindre un débit de 14,4 Mbit/s au maximum pour les téléchargement en liaison descendante.
  - High-Speed Uplink Packet Access (HSUPA) : High Speed Uplink Packet Access, amélioration du débit de la 3G+ (3,5G) pour l'émission de données (téléchargement de données « en mode paquet » du terminal vers l'opérateur) (permet d'améliorer la qualité des appels visio, par exemple).
  - HSPA+ : High Speed Packet Access+ : évolution de HSUPA et HSDPA vers des débits descendants de 21 Mbit/s et 42 Mbit/s (en mode Dual Cell HSPA+[3]) et potentiellement 84 Mbit/s (en mode DC + MIMO 2x2).
- 4G :
  - LTE : « Long Term Evolution » : Le LTE qui était considéré comme une norme « pré-4G » (3,9G) est maintenant commercialisé sous l’appellation « 4G » ; depuis octobre 2010, l'UIT a en effet accordé à la norme LTE la possibilité commerciale d'être considérée comme « 4G »[4]. Le débit descendant (en 2013) peut théoriquement atteindre 150 Mbit/s avec des terminaux compatibles.
  - LTE Advanced : évolution de la norme LTE vers des débits plus élevés tout en gardant une compatibilité ascendante avec les terminaux LTE ; les premiers déploiements commencent en 2014 dans certains pays. Les débits descendants peuvent dépasser 1 Gbit/s grâce à l'agrégation de porteuses, si l'opérateur dispose d'assez de bandes de fréquences.
- 5G :
  - premiers réseaux commerciaux en 2020.

#### Normes annexes
- i-mode : protocole permettant de connecter des téléphones mobiles à Internet. Le langage utilisé pour les sites est une version modifiée de HTML appelée C-HTML.
- Multimedia Messaging Service (MMS) : service de messagerie multimédia pour téléphones mobiles.
- Personal Ring Back Tone (PRBT) : service qui permet aux abonnés d'un opérateur de remplacer leur sonnerie d'attente habituelle par des musiques.
- Short Message Service (SMS) : service de messagerie pour téléphones mobiles, permettant l'envoi de messages écrits de 160 caractères maximum. Ce canal peut également être utilisé pour transférer des données (carte de visite, données applicatives pour la carte SIM, sonneries, logos…).
- Wireless application protocol (WAP) : extension du protocole GSM permettant de connecter des téléphones mobiles à Internet. Toutefois, le langage utilisé pour les sites destinés au WAP utilisait un langage de balisage spécifique, le Wireless Markup Language (WML) ce qui a entraîné son abandon progressif au profit du langage HTML qu'utilisent les smartphones.

#### Les «générations» de normes
| Génération | Acronyme                    | Intitulé                                                                                   |
| ---------- | --------------------------- | ------------------------------------------------------------------------------------------ |
| 1G         | Radiocom 2000 NMT           | Radiocom 2000 Nordic Mobile Telephone                                                      |
| 2G         | GSM CDMA                    | Global System for Mobile Communication Code Division Multiple Access                       |
| 2.5G       | GPRS                        | General Packet Radio Service                                                               |
| 2.75G      | EDGE                        | Enhanced Data Rate for GSM Evolution                                                       |
| 3G         | CDMA 2000 1x EV UMTS, WCDMA | Code division multiple access 2000 1X Evolution Universal Mobile Telecommunications System |
| 3.5G       | HSDPA HSUPA                 | High Speed Downlink Packet Access High Speed Uplink Packet Access                          |
| 3.75G      | HSPA+                       | évolution du « High Speed Packet Access »                                                  |
| 4G         | LTE WiMAX                   | Long Term Evolution Worldwide Interoperability for Microwave Access                        |
| 4G+        | LTE Advanced                | perfectionnement du « Long Term Evolution »                                                |

### Le terminal mobile

#### Caractéristiques

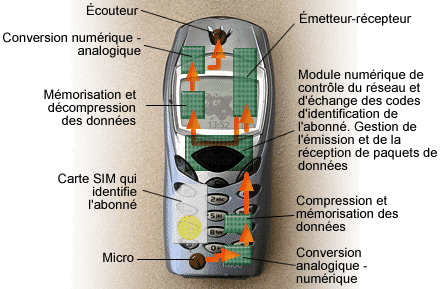
Les détails

Sa fonction d'usage est la communication vocale mais le téléphone mobile permet aussi d'envoyer des messages succincts, appelés « SMS ». Avec l'évolution de l'électronique, le texte a pu être agrémenté d'images, puis de photographies, de sons et de vidéos. Des équipements embarqués associés à des services à distance permettent aussi de :
- Lire et rédiger des courriels
- Naviguer sur Internet
- Jouer
- Photographier et enregistrer des vidéos
- Écouter de la musique
- Regarder la télévision
- Regarder des films
- Assister la navigation ou les déplacements
- Écouter la radio
- Partage de connexion pour un ordinateur
- Communiquer avec ses proches
- Payer ses achats

#### Sécurité d'accès
Le code PIN permet de protéger l'accès à l'abonnement de l'utilisateur. Ce code est stocké dans la carte SIM et est composé de quatre à huit chiffres. Il est normalement demandé à chaque démarrage du téléphone, mais peut être désactivé par modification des paramètres. Une carte SIM contient un numéro unique appelé IMSI.
De plus, chaque téléphone est identifié par un numéro unique appelé IMEI pour International Mobile Equipment Identity. Ce numéro permet notamment de tracer les mobiles volés afin de les bloquer.
Par ailleurs, de plus en plus de mobiles sont dotés d'un code de déverrouillage à saisir après que le téléphone soit sorti du mode veille.

#### Accessoires pour téléphone mobile

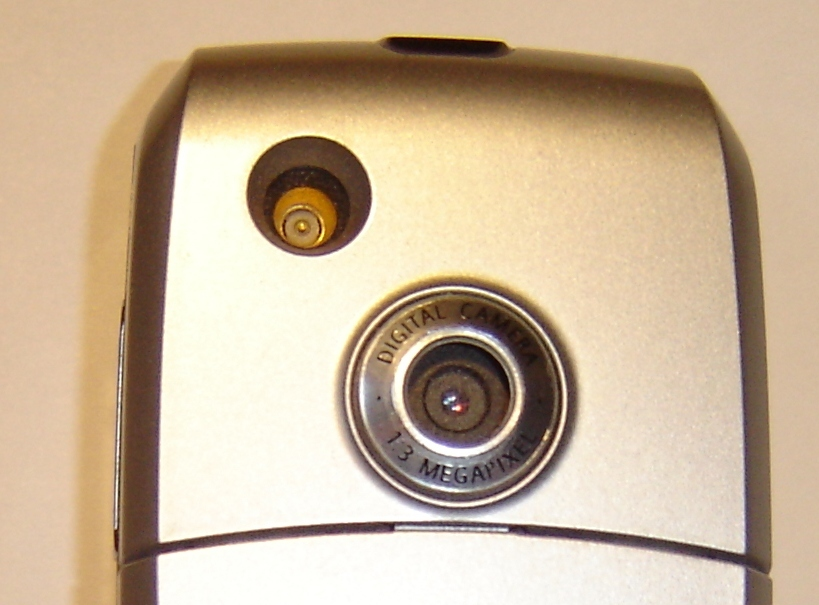
Caméra à l'arrière d'un téléphone.

Il est possible que des accessoires viennent en complément des téléphones mobiles : housses, coques interchangeables, cordons décoratifs, etc.
L'une des tendances est celle des accessoires sans fil, comme les oreillettes bluetooth ou les kits mains-libres de voiture. Le téléchargement de « logos » et de sonneries par le biais de numéros ou SMS ou encore les MMS surtaxés représentent également un marché lucratif.

## Espionnage

### Écoute
Un opérateur peut accéder en écoute à certains téléphones même lorsque ceux-ci sont en mode veille. De telles écoutes ne sont légales que si demandées par les autorités compétentes.[réf. à confirmer]

### La géolocalisation
Les téléphones mobiles peuvent être géolocalisés par GPS ou par triangulation des antennes relais (il y en a environ 157 000 en France dont 50 000 sont des antennes 3G). Les opérateurs mettent à profit la géolocalisation aujourd'hui largement intégrée à l'offre d'équipements (smartphones), couplée à des bases de données, à des services de « cartographies » ou encore à une identification d'objets par la technologie RFID ou le Wi-Fi ; la géolocalisation permet aux différents opérateurs français d'offrir des services de guidage automatique pour piétons et automobiles ou des informations locales.

## Nombre d'abonnements mobiles
En 2024, le nombre d'abonnements mobiles dans le monde a atteint 9,1 milliards, dépassant la population mondiale estimée à 8 milliards, selon l'Union internationale des télécommunications.

## Utilisation
En 2007, le nombre de souscripteurs de téléphone mobile était supérieur au nombre de lignes de téléphone fixe dans 191 pays et territoires sur un total de 197 pour lesquels les données sont disponibles. Les exceptions étaient Cuba, les Îles Samoa américaines, Kiribati, le Turkménistan, le Myanmar et le Vietnam. Il faut cependant être prudent dans ce genre de comparaison : les téléphones fixes servent souvent à plus de personnes que les téléphones mobiles, et de plus en plus de personnes possèdent plusieurs téléphones mobiles actifs. Les données sur le pourcentage de la population d'un âge donné (« bébés exclus ») ayant accès à un téléphone fixe privé, à un téléphone mobile privé, et aux deux sont encore très rares.
D'après l'Union internationale des télécommunications, 4 milliards d'abonnements à la téléphonie mobile étaient souscrits à la fin de 2008, soit un nombre égal à 60 % de celui de la population mondiale. De plus en plus de personnes souscrivent plusieurs abonnements simultanément. En janvier 2011, le nombre d'abonnements à la téléphonie mobile passe à 5 milliards selon un rapport de l'ONU.
L'usage du téléphone portable a explosé dans les pays les plus pauvres, là où le réseau téléphonique fixe est souvent embryonnaire. En 2008, trois abonnements sur quatre (soit trois milliards) ont été souscrits dans les pays en voie de développement, contre un sur quatre en 2000.

### En Europe
À la suite du vote du Parlement européen du 21 avril 2009, le prix des communications mobiles depuis l'étranger dans l'Union européenne a diminué. Ainsi, à partir de l'été 2009, le prix maximal pour un appel de téléphonie mobile sortant est descendu de 46 centimes d'€ (hors taxes) à 43 centimes maximum par minute, puis il a progressivement baissé jusqu'à 29 centimes en 2012, puis 19 centimes (hors taxes) en juillet 2014. De plus, le prix des SMS émis vers l'Europe ne peut pas dépasser 6 centimes (hors taxes) depuis juillet 2014 - contre 29 centimes en moyenne en 2008.
La commission de l'industrie du Parlement européen a amendé la législation existante le mardi 31 mars 2009. Les eurodéputés voulaient ainsi réduire les surcoûts dus aux appels émis et reçus de l'étranger. Concrètement, pour les consommateurs voyageant à l'étranger, cela signifie :
- un prix maximal de 19 centimes d'euros HT par minute pour les appels émis depuis un téléphone portable à l'étranger, et 5 centimes pour les appels reçus (depuis juillet 2014) ;
- un prix maximal de 6 centimes HT par SMS envoyé depuis l'étranger (depuis le 1er juillet 2014)[13] ;
- la gratuité des messages (SMS) reçus à l'étranger (à partir de juillet 2010)[14].

Ces prix doivent être considérés comme « hors taxes ».

### Les opérateurs
Le changement d’opérateurs est facilité par la Portabilité.

### Téléphonie mobile en France
Le premier réseau numérique français pour téléphones transportables (principalement installés dans des voitures) est apparu en 1986 : le réseau Radiocom 2000 de France Télécom.
Le Bi-Bop a été commercialisé en 1991 en étant le premier réseau de téléphonie mobile grand public, vite suivi des réseaux et téléphones GSM à partir de 1992.
L’Autorité de régulation des communications électroniques et des postes (ARCEP) est chargée de veiller au maintien de la concurrence dans ce secteur d'activité propice à un monopole naturel (coûts d'investissements et coûts fixes liés aux réseaux élevés, coût marginal faible).
Il y a plusieurs opérateurs sur le marché français, quatre en métropole (Orange, Bouygues Telecom, SFR, Free Mobile) et une dizaine en France d'outre-mer dont Only et Digicel (voir la page « Opérateurs de réseau mobile en France » pour la liste complète). Depuis 2005, trois des quatre réseaux physiques français (Bouygues Telecom, Orange, SFR) sont également utilisés par des opérateurs de réseau mobile virtuel (MVNO) ; leur nombre et le nombre de leurs abonnés qui avaient fortement augmenté jusqu'en fin 2011 (une quarantaine de MVNO en juin 2012, dont Virgin Mobile ou NRJ Mobile) est en diminution à la suite de rachats et fusions. Aux Antilles et en Guyane sont présents quatre opérateurs (Orange Caraïbe, Digicel, Only et Dauphin Telecom) et un opérateur de réseau mobile virtuel (Trace Mobile) utilisant le réseau de Only.
Début 2018, il y avait 48,63 millions d'utilisateurs mobiles uniques en France, soit un taux de pénétration de 75 %, dont 93 % de la population adulte.

### Téléphonie mobile et pauvreté

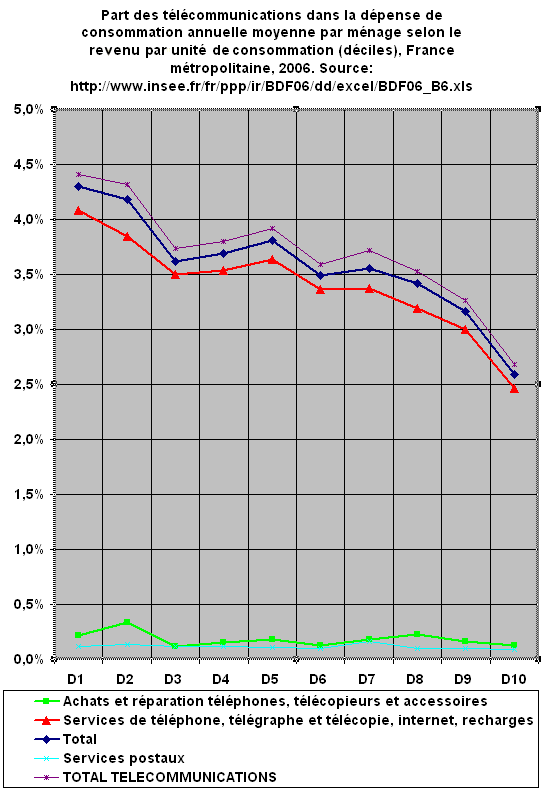
Part des télécommunications dans la dépense de consommation annuelle moyenne par ménage

Les relations entre la téléphonie mobile et la pauvreté font l'objet de nombreuses études nationales et internationales.
Les analyses sponsorisées par les compagnies de téléphone sont souvent euphoriques[réf. nécessaire]. En 2005, une étude de la London Business School affirmait que, chaque fois que le taux d'équipement en mobiles d'un pays augmente de 10 %, le PIB croît de 0,5%. Une étude, tout aussi peu scientifique, de la GSM Association propose 0,6 % pour le Bangladesh.
Les autres études sont en général positives, mais plus modérées ou même négatives.
Les données sur les dépenses de téléphonie de différents types de ménages sont rares, principalement parce qu'il est difficile de les isoler des autres dépenses de télécommunication. En France, plus l'âge de la personne de référence d'un ménage est élevée, moins la part de ses dépenses de consommation pour la téléphonie est importante ; plus un ménage est pauvre, plus la part des dépenses de téléphonie est élevée (voir graphique). C'est le cas des pays développés pour lesquels les données sont disponibles, mais non dans les pays du Tiers Monde.
Enfin, le système des abonnements de téléphonie mobile contribue à la croissance des dépenses pré-engagées ou dépenses contraintes, accroissant le sentiment de pauvreté et la vulnérabilité des ménages aux revenus les plus modestes.

## Risques
La téléphonie mobile, rapidement et largement diffusée, a engendré de nouveaux comportements qui peuvent déboucher sur divers types d'accidents liés à la réduction de l’attention des individus, effet statistiquement établi. L’existence de risques d’interférence électromagnétique à proximité de certains appareils médicaux est prouvée. Enfin, les conséquences sanitaires éventuelles des émissions électromagnétiques des téléphones portables ou des antennes relais, qui participent du phénomène de pollution électromagnétique, sont sujettes à débat : les études scientifiques d'impact sur les populations n’aboutissent pas à une conclusion unique et, dans la mesure où il s'agit d'un phénomène récent, manquent de recul temporel pour évaluer d'éventuels effets à long terme. Un débat qui n'est aujourd'hui plus seulement scientifique puisqu'en France, des associations demandent et obtiennent le retrait de certaines antennes-relais auprès des tribunaux.

### Risques d'accident

#### Accident par inattention humaine
Le fait de téléphoner, et de tenir une conversation, mobilise une partie de l'attention qui détourne l’utilisateur des autres tâches en cours. La réactivité est diminuée. Son utilisation, « mains libres ou pas » augmente donc les risques d'accidents (accident du travail, accident domestique, accident de la route lorsque le téléphone est utilisé au volant…).
L’OMS relève que les risques d’accident de la circulation sont multipliés par 3 ou 4 lors de l’utilisation de mobiles (que le conducteur utilise, ou non, un « kit mains libres »).
Une étude de l'administration américaine pour la sécurité sur les autoroutes, la National Highway Traffic Safety Administration (NHTSA), a relevé qu'aux États-Unis en 2005, à un instant donné, environ 6 % des conducteurs utilisaient un téléphone tenu en main en conduisant (soit 974 000 véhicules à un moment donné), et que 0,7 % des conducteurs téléphonaient avec un écouteur/microphone déporté, et que 0,2 % des conducteurs étaient en train de composer un numéro.

#### Perturbation d'appareils électroniques
Tous les appareils électroniques utilisant des déplacements d’électrons dans des conducteurs peuvent être perturbés par des champs électriques et magnétiques : il faut donc éviter des niveaux de perturbation qui pourraient conduire à des dysfonctionnements, tels des blocages, des valeurs fausses, des actions inadaptées; c'est la compatibilité électromagnétique.
L’OMS relève qu’il existe des risques d’interférences électromagnétiques à proximité de certains appareils médicaux. Selon le rapport de l'Office fédéral de l'environnement suisse :

« Il est incontestable que le rayonnement à haute fréquence peut perturber le fonctionnement d’appareils techniques, ce qui peut avoir des conséquences sur la santé, en particulier dans le cas des implants médicaux, tels que les stimulateurs cardiaques. Toutefois, de nombreux appareils sont aujourd’hui insensibles au rayonnement de téléphones mobiles. »

L'utilisation des téléphones mobiles est interdite dans les hôpitaux dans certains pays. En avion elle peut perturber les liaisons radio pour la navigation sauf si une antenne-relais de téléphonie mobile spécifique est installée
On peut citer comme appareils pouvant être perturbés les appareils électroniques destinés à être utilisés à domicile qui ont un niveau d'immunité inférieure ou égale à 3 V/m. On trouve tous les appareils médicaux comme les thermomètres, les lecteurs de glycémie, les tensiomètres, etc. et les appareils non classés médicaux (détecteurs de chute dans les piscines, stimulateurs électro-musculaires, etc.).

#### Risques d'explosion?
Malgré les croyances répandues, le risque d'explosion dans les stations services due à un téléphone portable est extrêmement faible.
En ce qui concerne les incidents rapportés d'explosions spontanées de batteries, elles sont attribuables exclusivement à l'utilisation de batterie d'accumulateurs de mauvaise qualité (ou des contrefaçons de modèle standard) ou au rechargement par un système non adapté.

### Risques sanitaires liés aux ondes électromagnétiques
Diverses études scientifiques et médicales portent sur les risques potentiels de cancers engendrés à long terme par les champs électromagnétiques générés par les mobiles et les antennes relais. La plupart de ces études concluent qu'il est peu probable que la téléphonie mobile soit cause de cancer, mais soulignent la nécessité de poursuivre les investigations, notamment pour les effets à long terme.

#### L'état des connaissances
En se basant sur une revue de littérature d’études épidémiologiques, l’OMS a conclu en 2005 qu’il est peu probable que l'exposition aux ondes électromagnétiques des téléphones mobiles ait des conséquences néfastes sur la santé des usagers. Elle estime qu’« aucune étude nationale ou internationale récente n'a permis de conclure que l'exposition aux champs [de radiofréquence] émis par les téléphones portables ou leurs stations de base a des conséquences néfastes sur la santé » et que les études épidémiologiques « n'ont pas permis d'établir de manière convaincante un lien entre l'utilisation du téléphone portable et un risque accru de cancer ou d'autres maladies ». Concernant les stations relais (ou antennes relais), l’OMS constatant que l'exposition aux champs de radiofréquence provoqués par ces stations étant généralement plus de mille fois inférieure à l'exposition aux champs de radiofréquence émis par les téléphones portables, il est peu probable qu'elles aient des effets indésirables.
L’Agence française de sécurité sanitaire a publié en juin 2005 un avis sur les mobiles, dans lequel elle conclut, elle aussi, à une absence de preuve de nocivité en l’état actuel des connaissances, mais appelle à la vigilance et à la poursuite de travaux scientifiques. Ce rapport fut cependant dénoncé en 2006 par l'inspection générale des affaires sociales en raison des liens entre les industriels de la téléphonie mobile et les auteurs de l'étude. Le Canard enchaîné du 4 mars 2009 rapporte notamment que Bernard Veyret (directeur de recherche au CNRS), qui a signé le rapport de l'Agence française de sécurité sanitaire de l'environnement publié en 2005, siège au conseil scientifique de Bouygues Telecom.
Le ministère français chargé de la Santé a publié un document d’information Téléphones mobiles : santé et sécurité, évoquant le principe de précaution.
L'Office fédéral de l'environnement suisse, dans une étude sur l'impact sanitaire des rayonnements haute fréquence, ceux émis par des appareils comme les téléphones mobiles ou les terminaux Wi-Fi ou Bluetooth, fondée « sur les recherches présentées dans près de 150 publications scientifiques parues entre 2003 et 2006 », conclut à l'absence de preuve d'effets sanitaires (aux intensités utilisées en Suisse), mais ajoute que « certains effets associés à l’exposition de l’homme aux téléphones mobiles sont à considérer comme probables », souligne l'insuffisance des données scientifiques, tant épidémiologiques qu'expérimentales, en particulier sur une longue durée. Il note également l'existence d'effets physiologiques sur l’activité électrique du cerveau (gêne possible de la qualité du sommeil).
En novembre 2006, l’OMS a publié un nouveau rapport, basé sur une revue de littérature, selon lequel « les études n’apportent pas de résultats clairs appuyant l’existence d’une association entre émissions électromagnétiques des téléphones mobiles et effets directs sur la santé », tout en rappelant que cette absence d’éléments « ne doit pas être interprétée comme la preuve de l’absence de tels effets ».
À l'été 2007, le groupe international de recherche Bioinitiative, relayé par l'Agence européenne pour l'environnement, a publié un rapport sur les risques sanitaires liés aux champs électromagnétiques dans lequel il recommande de revoir les mesures de protection des utilisateurs de mobiles car, selon lui, « les personnes qui ont utilisé un téléphone portable dix ans présentent un plus grand risque de développer une tumeur au cerveau ». Le chercheur Jean-Paul Krivine, rédacteur en chef de la revue Science et pseudo-sciences, dénonce « l'apparence de sérieux scientifique » de ce rapport et le conflit d'intérêts d'une des coauteurs, Cindy Sage, propriétaire d'un cabinet homonyme proposant « des solutions pour « caractériser ou atténuer » les impacts des champs électromagnétiques ».
Les centres de recherche et organismes internationaux, comme l’OMS et l’AFSSA en 2005, l'Office fédéral de l'environnement suisse en 2006, et le groupe de recherche Bioinitiative en 2007, soulignent le faible recul dont dispose la science et la médecine concernant les téléphones mobiles, et recommandent de poursuivre les recherches notamment sur des populations plus sensibles comme les enfants.
Le Centre international de recherche sur le cancer (CIRC) coordonne l'étude internationale « Interphone » qui vise à préciser les liens éventuels entre l'utilisation des mobiles et le cancer. Il s'agit de la plus grande enquête épidémiologique menée sur le sujet. En mai 2010, les premiers résultats de l’étude Interphone ont été publiés dans la revue International Journal of Epidemilogy. Les premiers résultats publiés, portant sur l’observation de 10 700 personnes dans treize pays, concluent qu’« aucune augmentation du risque de gliome ou de méningiome n’a été observée en relation avec l’utilisation du téléphone mobile. Une augmentation du risque de gliome a été suggérée aux niveaux d’exposition les plus élevés, toutefois des biais et des erreurs empêchent d’établir une interprétation causale ». Toutefois, les chercheurs appellent à la poursuite des recherches sur le sujet. Ce rapport n'a pas satisfait les médecins de l'Association Santé Environnement France (ASEF) qui appellent depuis longtemps à la mise en place du principe de précaution, et à la protection des personnes les plus vulnérables comme les adolescents, les femmes enceintes, etc. Pour cela, elle a lancé, en 2012, une campagne de sensibilisation au sein des lycées de la région PACA, et a réalisé une enquête sur l'utilisation du téléphone portable par les jeunes. Les résultats ont montré que les deux tiers des ados interrogés ont eu un portable avant 14 ans et que, si 85 % utilisent leur portable pour envoyer des messages courts au lieu de passer des appels, 42 % téléphonent plus d'une demi-heure par jour et 75 % dorment avec leur mobile ou le rangent dans leur poche.
En juillet 2009, une équipe de recherche israélienne publie les conclusions d'une étude sur l'augmentation du cancer des glandes salivaires depuis 2002 qui suspecte les radiations émises par le téléphone portable d'en être la cause.
En octobre 2009, l'Afsset conclut que « les données issues de la recherche expérimentale disponibles n’indiquent pas d’effets sanitaires à court terme ni à long terme de l’exposition aux radiofréquences. Les données épidémiologiques n’indiquent pas non plus d’effets à court terme de l’exposition aux radiofréquences. Des interrogations demeurent pour les effets à long terme, même si aucun mécanisme biologique analysé ne plaide actuellement en faveur de cette hypothèse ».
Les Académies de Médecine, des Sciences et des Technologies ont diffusé un communiqué dans lequel elles déclarent que le groupe d'expert mandaté par les Académies « approuve sans réserve les conclusions du rapport scientifique [de l'Afsset] sur les radiofréquences […] qui confirment celles de nombreuses autres expertises collectives ». Par ailleurs, elles « s’étonnent que la présentation de ce rapport n’ait pas particulièrement insisté sur ces aspects rassurants, mais au contraire sur les 11 études rapportant des effets. Ces études justifient un essai de réplication, mais ne constituent pas pour autant des « signaux d’alerte » crédibles. Elles ne sont pas considérées comme telles dans le rapport scientifique dont les conclusions sont différentes. Cette présentation a paradoxalement inquiété le public en proposant, sans justifications claires, des mesures de réduction des expositions. »
Avec la publication le 31 mai 2011 de son dernier rapport, le Centre International de Recherche sur le Cancer, dépendant de l’OMS, a conclu que l'utilisation des téléphones portables pourrait peut-être entraîner un risque accru de développer un gliome, sans que l'on puisse exclure le hasard ou des biais. Par conséquent, les champs radiofréquence sont désormais classés dans la catégorie 2B des cancérogènes potentiels,.
En 2018, l'OMS déclare qu'un « grand nombre d'études ont été menées depuis deux décennies afin de savoir si la téléphonie mobile crée un risque pour la santé. À ce jour, aucun effet nuisible sur la santé causé par l'usage d'un téléphone mobile n'a été démontré ».

#### Autres avis scientifiques
« S'agissant du problème général de la cause des cancers, à l'exception de quelques rapports isolés, aucune corrélation significative n'a été démontrée », a déclaré en novembre 2006 le médecin Jean-François Bach, secrétaire perpétuel de l'Académie des sciences et de l'Académie nationale de médecine.
Le 4 mars 2009, l'Académie de médecine, réagissant à la décision de la cour d'appel de Versailles du 4 février 2009 (condamnant Bouygues à démonter une antennes relais dans le Rhône) défend le caractère inoffensif des antennes. Selon l'Académie de médecine, la cour d'appel de Versailles a fait une « erreur scientifique ». Selon Le Canard enchaîné du 4 mars 2009, l'Académie de médecine « a agi avec une célérité inhabituelle. Elle s'est auto saisie après la décision de Versailles. Sans même convoquer l'une de ses commissions. Elle a seulement monté, pour l'occasion, un « groupe de travail », qui ne s'est réuni qu'une fois pour auditionner un juriste, un seul… « C'est une procédure complètement inhabituelle », convient-on à l'Académie de médecine. ». De plus, l'auteur du communiqué de l'Académie de médecine est membre du conseil scientifique de Bouygues Telecom.

#### La réaction des opérateurs
Opérateurs et industriels déclarent prendre en compte les risques lors de l'installation des antennes relais. Certaines règlementations (en France par exemple) obligent les constructeurs de téléphones à afficher dans la notice le rayonnement émis par leurs téléphones (évalué par l’indicateur Débit d'absorption spécifique ou « DAS »).

#### Le débat sur l'indépendance des recherches
Selon plusieurs observateurs, les enjeux économiques du secteur sont tels que les opérateurs de téléphonie mobile créeraient des conflits d'intérêts en finançant partiellement les recherches sur la question pour mieux en contrôler les résultats.
Les chercheurs Heny Lai et W. Ross Adey ont tous deux renoncé à continuer à travailler respectivement pour le Wireless Technology Research Center et Motorola qui souhaitaient orienter ou censurer les résultats de leurs expériences,,.
L'épidémiologiste américain George Carlo a affirmé en 2007 que les études « financées par l'industrie ont six fois plus de chances de ne rien trouver que celles qui sont financées de façon indépendante. » Selon lui, « 95% des études sont financées par l'industrie. L'industrie contrôle quasiment la science et la diffusion des informations scientifiques. Elle contrôle la façon dont le public perçoit ou ne perçoit pas les dangers ».
Dans le même esprit, quatre scientifiques français, membres de l'association Comité scientifique sur les champs électromagnétiques, ont publié en 2004 un livre blanc intitulé Votre GSM, votre santé : On vous ment !.

#### Le débat sur le principe de précaution
Les avis des scientifiques au sujet des téléphones portables ont longtemps été divergents, et le restent encore à la mi-2008. Par conséquent, dans le doute, le débat s'est partiellement reporté sur la nécessité de mettre en garde ou non les usagers du téléphone portable selon le principe de précaution.
En France, l’Académie de médecine déclare pour sa part que « le principe de précaution ne saurait se transformer en machine alarmiste, surtout quand plusieurs milliards de portables sont utilisés dans le monde sans conséquences sanitaires apparentes depuis 15 ans. »
En juin 2008, vingt scientifiques de différentes nationalités, essentiellement cancérologues, ont déclaré qu’il pouvait y avoir un risque et ont appelé à la prudence concernant l'utilisation du téléphone portable, dressant une liste de mesures de précaution qu'ils estiment devoir être prises en attendant une évaluation épidémiologique satisfaisante des risques sanitaires liés à la téléphonie mobile,,. Cet appel a été vivement critiqué par l’Académie de médecine française dans un communiqué ; elle écrit en réponse « que la médecine n’est ni de la publicité ni du marketing, et qu’il ne peut y avoir de médecine moderne que fondée sur les faits. Inquiéter l’opinion dans un tel contexte relève de la démagogie mais en aucun cas d’une démarche scientifique. On ne peut pas raisonnablement affirmer qu’« un risque existe qu'il favorise l'apparition de cancers en cas d'exposition à long terme » et, en même temps, qu’« il n'y a pas de preuve formelle de la nocivité du portable » ».
Le 4 février 2009, la cour d'appel de Versailles a condamné « l'entreprise Bouygues Telecom à démonter sous quatre mois ses antennes relais installées à Tassin-la-Demi-Lune, près de Lyon » en reconnaissant « l'exposition à un risque sanitaire » et en invoquant le principe de précaution. Le 16 février de la même année, SFR a également été condamné à démonter une antenne relais, par le tribunal de Carpentras, mais a fait appel de la décision.
La secrétaire d'État à l'Écologie, Chantal Jouanno, s'est déclarée le 27 février 2009 favorable à l'interdiction de l'utilisation du mobile par les enfants, le risque zéro n'existant pas. Elle précise « Sans être catastrophistes, peut-être devrons-nous un jour rendre l'oreillette obligatoire pour tout le monde ».

La sensibilité électromagnétique : 
Plusieurs associations affirment que les systèmes de téléphonie mobile posent des problèmes pour la santé de certains groupes d'individus, qui souffrent de sensibilité électromagnétique. À Prague en 2004 le congrès de l'OMS concluait que la notion de sensibilité aux champs électromagnétiques ne reposait pas sur des fondements scientifiques ; les causes de ces maux sont plutôt liées à l'environnement des individus, ainsi qu'à la peur liée à l'installation de nouvelles antennes relais qui pourrait provoquer des pathologies d'ordre psychosomatiques.
Impact sur les colonies d'abeillesselon une équipe de chercheurs de l'université de Coblence, les champs électromagnétiques perturberaient les abeilles dont le sens de l'orientation est basé sur les champs magnétiques terrestres et qui émettent des signaux de 180 à 250 hertz dans leurs danses de communication.

### Risques sanitaires liés aux germes
Le téléphone mobile contient 500 fois plus de microbes qu'une cuvette de WC, notamment des Escherichia coli, salmonelles, streptocoques ou staphylocoques dorés. L'étude, par des chercheurs en microbiologie de l'université de Manchester, relativise le danger sauf dans le milieu hospitalier où le mobile est soupçonné d'être un vecteur potentiel d'infections nosocomiales.

### Risques pour la vision
D'après un ophtalmologiste anglais, les smartphones peuvent, dans certains cas, favoriser la myopie.

### Le recyclage des terminaux
Un téléphone mobile contient de nombreux matériaux potentiellement polluants, qui pourraient être recyclés. Par exemple, les composés de verre, de plastique ou encore de cuivre, les mobiles sont recyclables à 85%, mais, selon une étude faite en 2008 par Nokia, dans le monde, seuls 3% des propriétaires recyclent leur téléphone mobile usagé. Sur 6 500 personnes interrogées (en Finlande, Allemagne, Italie, Russie, Suède, Royaume-Uni, Émirats arabes unis, États-Unis, Niger, Inde, Chine, Indonésie et Brésil) 44 % ont dit « avoir conservé leurs anciens mobiles sans savoir qu'en faire », et 4 % ont avoué « s'en être débarrassés dans la nature ». Chaque personne interviewée a été propriétaire en moyenne de cinq mobiles. Selon Nokia, ce sont 240 000 t de matières premières qui auraient pu être économisées et l'équivalent de 4 millions de voitures sur les routes en termes d'émission de gaz à effet de serre.
En Europe, les téléphones mobiles font théoriquement l'objet d'une collecte sélective. Ils ne doivent pas être jetés dans la poubelle ordinaire (ce qui est rappelé par un sigle sur la batterie par exemple). La directive européenne 2002/96/CE relative aux déchets d'équipements électriques et électroniques impose (en France via le décret du 20 juillet 2005 aux fabricants et vendeurs de mobiles d'organiser leur collecte. Lors de la vente d'un téléphone mobile, un distributeur doit désormais reprendre gratuitement tout téléphone mobile usagé remis par le client. Il existe aussi des points et des centres de collecte.
Les déchets électroniques sont, dans leur ensemble, ceux dont le volume croît le plus rapidement. Ils nécessitent une filière de collecte et de recyclage spécialisée. Un téléphone mobile contient des métaux lourds, notamment sa batterie, qui ne sont pas traités dans les filières classiques car très toxiques (ce sont des déchets spéciaux et/ou dangereux). Une grande partie du recyclage est sous-traitée en Afrique ou en Asie dans des conditions sanitaires précaires,,.
Certains téléphones sont remis en service dans des pays en voie de développement sous l'égide d'organisations humanitaires ou de développement.
Le designer chinois Daizi Zheng a créé un nouveau prototype de téléphone écologique pour le compte de Nokia. Il fonctionne en générant de l’électricité à partir des hydrates de carbone et tire son énergie du sucre. Le téléphone lui-même est entièrement biodégradable.
Depuis quelques années, le mouvement Emmaüs participe en France à la collecte des mobiles inutilisés chez les particuliers. Des bornes de collecte sont présentes dans toutes les communautés Emmaüs. Ces dernières rapatrient ensuite les téléphones portables jusqu'aux « ateliers du bocage », une entreprise d'insertion membre du mouvement depuis 19 ans[Quand ?]. En 2010 l'association traitait 35 000 mobiles chaque mois et réemployait 30 % de ses volumes. Agréée par l'éco-organisme Eco-systèmes, de nombreux opérateurs de téléphonie mobile travaillent avec cette structure qui valorise les matériaux pour créer des emplois durables.
En mai 2012, la Fédération Française des Télécoms a lancé un site d'information, « Rapporter son mobile », ayant pour objectif de sensibiliser les internautes aux enjeux de la collecte et du recyclage des mobiles usagés ainsi que de leurs accessoires (batterie, etc.).

### Coût environnemental
Le cabinet d'audit AT Kearney a publié en 2009 une étude sur la politique énergétique des opérateurs mobiles dans laquelle il soulignait quelques chiffres qui illustraient l'impact environnemental de la téléphonie. Selon AT Kearney, compte tenu de la consommation générée par l'infrastructure du réseau, :
- la consommation en énergie générée par une heure de conversation téléphonique équivaut à celle d'une machine de linge à 40 °C.
- en extrapolant sur base de la consommation d'un opérateur européen, l'émission de CO2 générée par les 3,5 milliards de téléphones portables en circulation dans le monde s'élève à 40 millions de tonnes, soit l'équivalent de 21,5 millions d'automobiles de petite cylindrée.
- l'impact environnemental serait très différent d'un opérateur à l'autre.

AT Kearney reconnaît en 2009 que ce sujet n'intéresse presque aucun consommateur[Où ?].

## Sociologie et psychologie

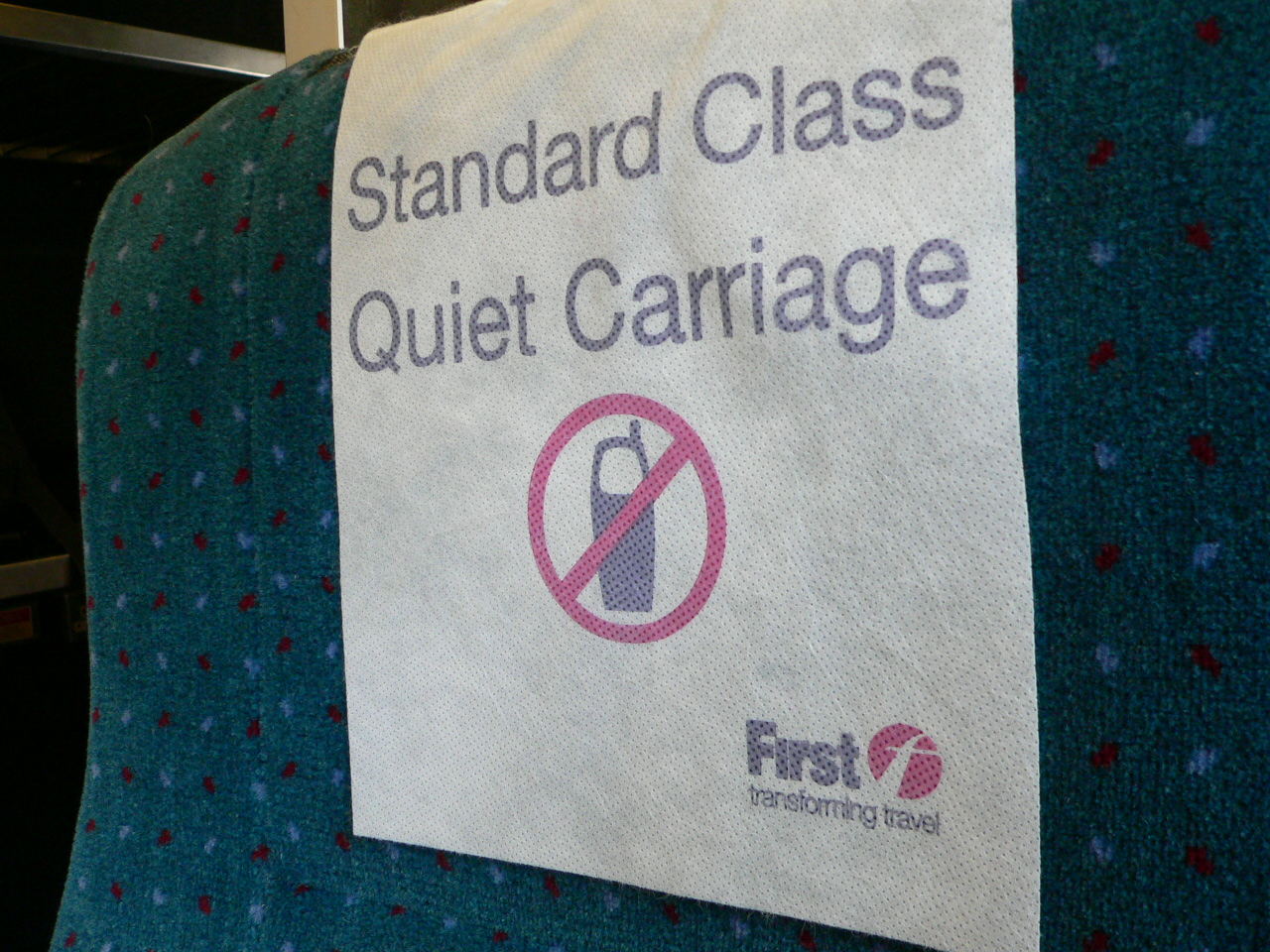
L’usage est prohibé dans certains transports.

Le téléphone mobile, objet de prestige technologique et de curiosité à ses débuts, est devenu un bien de consommation courant. Ses conséquences sur la vie quotidienne et le fonctionnement de la société sont nombreux et commencent à être étudiées par les chercheurs.

### Gêne et savoir-vivre
L'apparition de la téléphonie mobile a engendré une rapide banalisation des conversations téléphoniques dans les lieux publics. Or, entendre une personne téléphoner provoque plus de gêne qu'entendre des bruits de fond. Selon un article du quotidien français Le Figaro en 2010, « même si le milieu est bruyant, la conversation dérange tout le monde, prend toute la place et devient vite insupportable ». Ce phénomène a été confirmé scientifiquement à la suite d'expériences sur le degré de concentration, menées en 2010 par une équipe de psychologues pilotée par Lauren Emberson (université Cornell, États-Unis). Cette équipe l'attribue à la nature de « mi-dialogue » (halflogue ou milogue) d'une conversation téléphonique qui mobilise le cerveau de celui qui l'écoute, même malgré lui. Lauren Emberson explique : « Il s'agit de mécanismes cognitifs qui obligent à écouter une conversation téléphonique et pas du tout une curiosité malveillante ».
L'utilisation du mobile a entraîné dès le début des critiques portant notamment sur la question de la gêne sonore occasionnée aux autres. D'où la mise en place progressive d'interdictions dans certains lieux et de nouvelles règles de savoir-vivre. L’utilisation de mobiles est ainsi interdite dans certains lieux (spectacles, cours, etc.). Les salles de spectacle mettent en place des systèmes de brouillage. La psychologue américaine Lauren Emberson (Cornell university), qui a étudié les conséquences des conversations téléphoniques sur l'attention des personnes environnantes, estime en 2010 : « Il est temps de se demander si l'usage du portable ne doit pas être limité, ou confiné dans des lieux réservés ».
Le mobile brouille notamment les repères entre vie privée et lieux publics : des conversations auparavant privées sont désormais échangées dans des lieux publics.
Le téléphone portable permet un assouplissement de certaines contraintes, tels les rendez-vous, qu'il est plus aisé de modifier ou décaler peu de temps à l'avance. Certains y voient au contraire un instrument de facilité et de mépris d'autrui.

### Dépendances
Le téléphone portable, allumé et avec le son activé, brouille la limite, auparavant assez imperméable, entre vie professionnelle et vie privée, notamment en période de vacances.[réf. souhaitée]
Le téléphone portable, devenu objet multimédia généraliste, provoque des phénomènes de dépendance psychologique personnelle[réf. nécessaire]. Certains[Qui ?] lui reprochent de supprimer les « temps morts », désormais consacrés à des conversations, des SMS ou des jeux, et qui permettaient notamment l'observation, la réflexion, etc.[réf. nécessaire].
Le mobile a habitué le citoyen du début du XXIe siècle à pouvoir joindre n'importe qui n'importe quand. Ce qui constitue notamment un élément de sécurité important en cas par exemple d'accident dans un lieu isolé. Certains lui reprochent de créer un sentiment d'urgence et d'impatience artificiel, brouillant la hiérarchie entre ce qui est important et ce qui ne l'est pas.[réf. souhaitée]

### Un élément d’identité fort
En 2000, une étude sociologique en Angleterre (réalisée par Anne Charlton et Clive Bates pour le British Medical Journal) lançait l'hypothèse que le téléphone mobile supplantait la cigarette en tant que symbole du passage à l'âge adulte pour les jeunes adolescents,,. Cette étude fut contestée en 2003 par une chercheuse finlandaise, Leena Koivusilta, dans le même British Medical Journal.